# Hermann Graf (peintre)
Pour les articles homonymes, voir Hermann Graf et Graf.
Herman Graf (1873 à Francfort - 1940) est un peintre allemand connu pour ses scènes d'intérieur introspectives.

## Biographie
Hermann Graf naît le 28 juin 1873 à Francfort.
Il est un peintre réaliste allemand dont la vie est mal connue. Il est le fils de Franz Josef Graf, et décédé à Weimar en 1940. Son dernier ouvrage qui peut être daté remonte à 1908. Il vécut à Weimar et y reçut sa première formation artistique avec Max Thedy (1858-1924). Il étudie ensuite à l'Académie de Munich avec Carl von Marr (1858-1936) et Ludwig von Löfftz (1845-1910).
Son style est caractérisé par une introspection silencieuse et l'immobilité, rappelant Vermeer à bien des égards. Comme Vermeer, il est fasciné par les jeux de lumière sur les objets et les pièces éclairées par une seule fenêtre. Graf s'est spécialisé dans les intérieurs, souvent avec un personnage solitaire. Il inclut fréquemment des peintures dans ses compositions, ainsi que des objets tels que des assiettes et des vases pour les reflets, ou des reflets de lumière. Il a également peint des paysages marins.
Après 1904, il expose régulièrement et est membre de la coopérative d'artistes de Munich,. Ses œuvres se trouvent dans des musées allemands et hongrois .

## Fonds de musées et galeries
- Berlin (Akademie der Künste): Nature morte
- Budapest: Chambre dans le style Biedermeier
- Budapest (Andrasy Gal.): Maison de Schiller
- Weimar: Près de la lampe
- Frankfurt am Main, Städelsches Kunstinstitut und Städtische Galerie, La table rouge

## Galerie

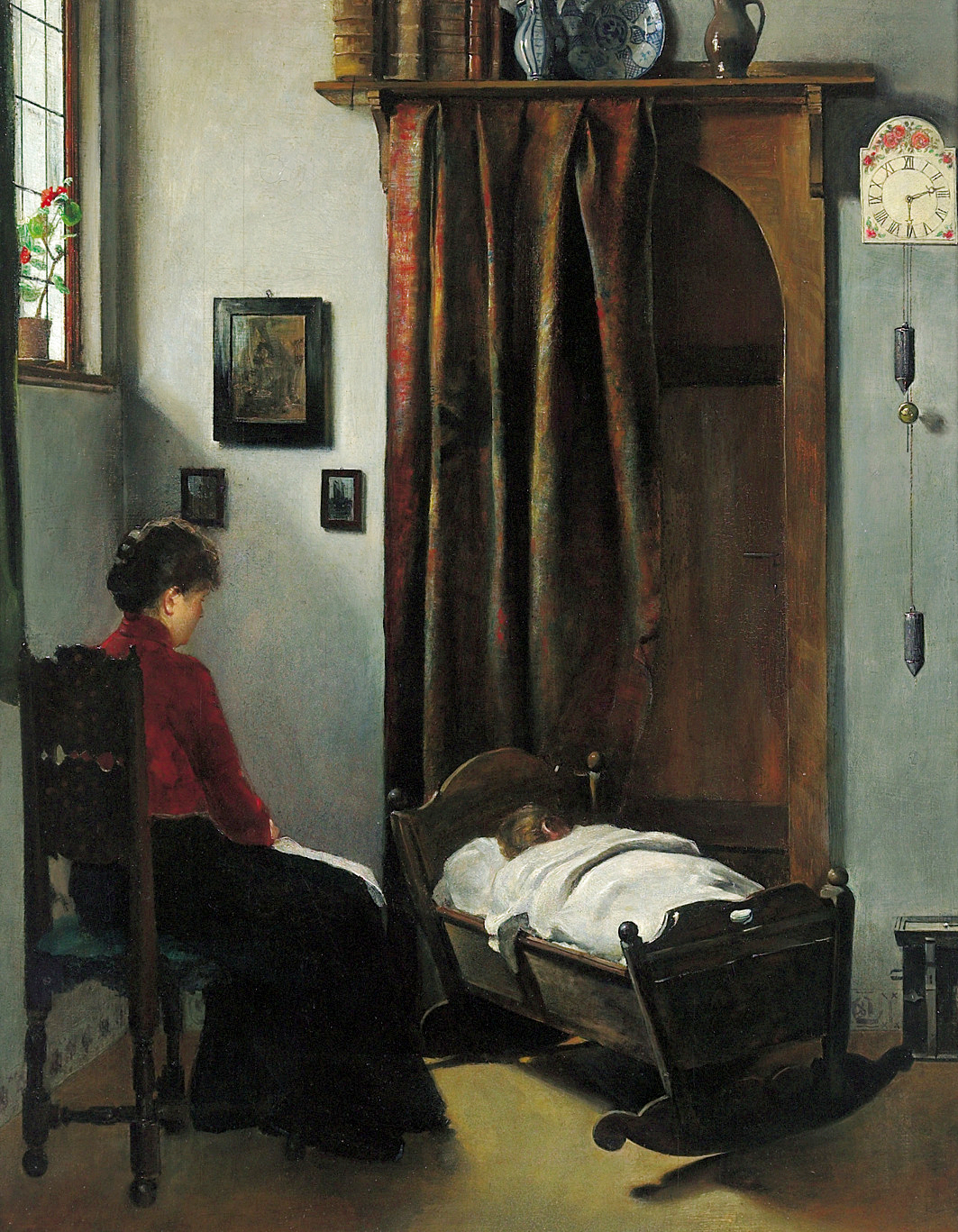
Sommeil bien gardé
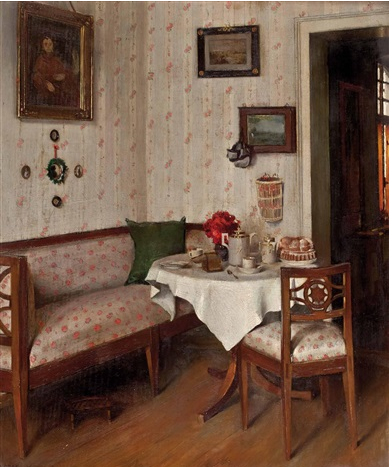
Chambre décorée dans le style Biedermeier
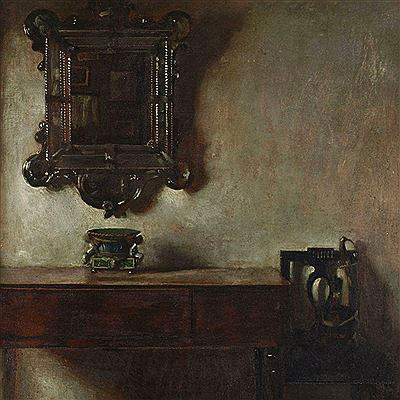
Intérieur calme avec table et miroir
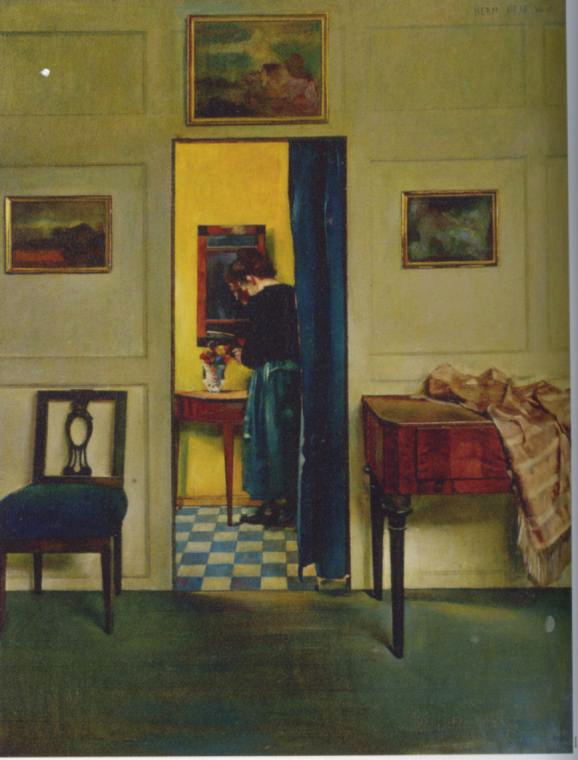
Femme avec miroir